# Filippo Scicchitano
Filippo Scicchitano (Roma, 13 ottobre 1993) è un attore italiano.

## Biografia
Nasce a Roma il 13 ottobre 1993 da famiglia originaria di Crotone. Ultimo di quattro figli, è cresciuto insieme alla madre e alle tre sorelle. Lascia prematuramente gli studi all'età di quattordici anni. La sua carriera cinematografica inizia casualmente due anni più tardi: la madre di un suo vecchio compagno di classe, infatti, gli suggerisce di partecipare a un provino per il ruolo di Luca Colombo nel film Scialla! (Stai sereno), ritenendolo perfetto per quel personaggio. Successivamente il regista del film, Francesco Bruni, dopo aver visionato il suo provino, lo richiamerà per sottoporlo a un'altra serie di call back, affidandogli infine il ruolo. Il film ottiene un grande successo di pubblico e di critica, presentato fuori concorso al Festival di Venezia vince la sezione Controcampo italiano. Vincitore di un David di Donatello 2012, di un Nastro d'argento 2012, sarà il film italiano più premiato del 2011. 
Dopo il fortunato esordio, nel 2013 è protagonista del film Un giorno speciale di Francesca Comencini, in concorso alla 69ª Mostra internazionale d'arte cinematografica di Venezia, per questa interpretazione vince il Premio Guglielmo Biraghi ai Nastri d'argento 2013.
Nel 2013 è protagonista di Bianca come il latte, rossa come il sangue di Giacomo Campiotti insieme a Luca Argentero. Nel 2014 interpreta il ruolo di Fabio nel decimo film di Ferzan Özpetek, Allacciate le cinture. Sempre nello stesso anno è co-protagonista insieme a Luca Marinelli nell'opera prima di Alessandro Lunardelli Il mondo fino in fondo, girata in Italia, Cile e Patagonia. Nel 2015 prende parte alla miniserie televisiva Rai Sotto copertura diretta da Giulio Manfredonia. Sempre nello stesso anno viene scritturato come protagonista dal regista Carlo Carlei per interpretare il ruolo di Bruno nella miniserie Rai Il confine. Il progetto commemora i 100 anni dall'ingresso dell'Italia nella prima guerra mondiale.
Nel 2016 è il protagonista del film Non è un paese per giovani diretto da Giovanni Veronesi. L'idea del film prende spunto dall'omonima trasmissione radiofonica in onda su Radio 2 che dà voce ai migliaia di giovani italiani che vivono all'estero. Nel 2019 interpreta Sandro nella commedia Croce e delizia diretta da Simone Godano. Nel 2020 debutta invece come protagonista sulla piattaforma streaming Amazon Prime Video con la pellicola originale Prime Video nel film Weekend (film 2020), regia di Riccardo Grandi.
Dal 2021 partecipa al cast della serie televisiva poliziesca Le indagini di Lolita Lobosco nel ruolo di Danilo Martini, fidanzato della protagonista Lolita interpretata da Luisa Ranieri. Nello stesso anno torna a lavorare con Ferzan Özpetek prendendo parte al cast della serie Le fate ignoranti distribuita da Disney+.
Nel 2022 è il protagonista della commedia (Im)perfetti criminali di Alessio Maria Federici. Nel 2023 è protagonista, insieme a Francesco Scianna, del film Cattiva coscienza, regia di Davide Minnella. Nel 2024, invece, è protagonista, insieme a Pilar Fogliati, del film Finché notte non ci separi, diretto da Riccardo Antonaroli.

## Filmografia

### Cinema
- Scialla! (Stai sereno), regia di Francesco Bruni (2011)
- Un giorno speciale, regia di Francesca Comencini (2012)
- Bianca come il latte, rossa come il sangue, regia di Giacomo Campiotti (2013)
- Il mondo fino in fondo, regia di Alessandro Lunardelli (2013)
- Noi 4, regia Francesco Bruni (2014) piccolo cammeo
- Allacciate le cinture, regia di Ferzan Özpetek (2014)
- Non è un paese per giovani, regia Giovanni Veronesi (2017)
- Croce e delizia, regia di Simone Godano (2019)
- Weekend, regia di Riccardo Grandi (2020)
- (Im)perfetti criminali, regia di Alessio Maria Federici (2022)
- Cattiva coscienza, regia di Davide Minnella (2023)
- Finché notte non ci separi, regia di Riccardo Antonaroli (2024)

### Televisione
- Sotto copertura, regia di Giulio Manfredonia – serie TV (2015)
- Il confine, regia di Carlo Carlei – miniserie TV (2018)
- Le indagini di Lolita Lobosco, regia di Luca Miniero e Renato De Maria - serie TV (2021-2023, guest 2024)
- Le fate ignoranti, regia di Ferzan Özpetek - serie TV (2022)
- La buona stella, regia di Luca Brignone – miniserie TV (Rai, 2025)

### Videoclip
- Se si potesse non morire dei Modà, regia di Gaetano Morbioli

## Riconoscimenti
- Nastri d'argento 2013 – Premio Guglielmo Biraghi come migliore rivelazione per Un giorno speciale
- Capri Breakout Actor Award 2011 per Scialla! (Stai sereno)[4]
- Premio Cinema Giovane 2012 come migliore attore giovane (ex aequo) per Scialla! (Stai sereno)[5]